# 远点遭遇战
远点遭遇战（英文：Encounter at Farpoint）是美国科幻电视剧星际旅行：下一代的第一季第一集。这一集是一部长达两个小时的试播集，由星际旅行之父吉恩·罗登伯里编写指导拍摄的。该剧集于1987年9月28日正式在全美上映，这也是继1969年以来的第一集星际旅行系列真人电视剧。聯邦星艦企業號刚刚建造完成，由让-吕克·皮卡尔舰长带领的船员们接受了飞往“远点基地”的任务，并在任务期间遇到了强大的未知生命体Q。

## 剧情
星际联邦的最新星舰聯邦星艦企業號建造完成，开始了她的处女航。让-吕克·皮卡尔舰长带领着乔迪·拉弗吉、Data、沃尔夫、迪安娜·特洛伊等船员开始了新一轮的征程。这一次星际联邦给他们的任务是前往“远点基地”并与其拥有者佐恩探讨交换能源和建筑科技的事宜。岂料，在飞往“远点基地”的途中，一种名为Q的未知生命闯入了舰桥。Q具有神一般的能力，可以在时间线上游走。Q认为人类是一种野蛮的种族，以互相残杀为乐，并声称将审判人类。Q利用自己的能力将皮卡尔舰长等人置入了一个21世纪末的法庭中，并对其进行审判。在审判途中，皮卡尔舰长提议将此次任务作为测试，让Q看看人类已经脱离野蛮进入文明，就这样，Q同意了皮卡尔的提议，允许他们继续任务，但Q在暗处无时无刻的监视着他们。
当聯邦星艦企業號抵达“远点基地”后，大副威廉·赖克、和医生贝弗莉·柯洛夏相继加入皮卡尔舰长带领的团队中，但当有感应能力的星異抵达“远点基地”后却感到一种绝望的感情。在“远点基地”的地下，船员们还发现了一个极为神秘的迷宫，任何探测器都无法探测出这个迷宫的材质。与此同时，皮卡尔和基地主人佐恩的谈判破裂，回到了星舰上，却发现远处忽然来了另一架神秘星舰。这架星舰不由分说便向“远点基地”开火，聯邦星艦企業號的几名船员曾尝试传送至神秘星舰的内部，却发现这个神秘星舰与远点基地材质一模一样。最后，皮卡尔舰长发现这个神秘星舰是一种未知的宇宙生物变化而成的，这种宇宙生物可以利用能量变成任何他们想要的东西。
佐恩的基地在受到神秘星舰的攻击后面目全非，只好求助于聯邦星艦企業號。赖克和拉弗吉将佐恩带回了舰桥中，此时大家才明白过来，原来佐恩曾捕获过一只这种神秘生物，为了满足他的欲望，他将这个生物囚禁在地底，并强迫他变幻成了“远点基地”。这个生物的另一半一直在太空中尋找他，终于在“远点基地”中找到了自己的另一半，所以才变换成星舰攻击这个基地。
水落石出之后，Q怂恿皮卡尔舰长惩罚这个星球上的种族，但是被皮卡尔拒绝。皮卡尔随后下达了发射能量射线的命令。被迫变幻为“远点基地”的神秘生物接收到了这些能量，使他重获了新生，而神秘星舰也变回了本来的样子，两只神秘生物就这样又一次幸福的在一起。皮卡尔的行动证明了人类并不是野蛮的种族，Q也不得不承认这点。Q对星舰船员说他们通过了测试，但是以后还会再次和他们相会。

## 传统
初代中的著名角色伦纳德·麦科伊在远点遭遇战中以客串角色出现，在这集中他已是一位将军，来到聯邦星艦企業號的医疗室进行视察。他也是第一位出现在其他星际旅行系列电视剧中的初代角色。这一集也为往后的星际旅行系列电视剧增添了一个传统，即每一部新星际旅行电视剧的第一集都会出现前一部的老角色。

## 评价
影评家扎克（Zack Handlen）给予远点遭遇战的评级，他评论这一集称“十分鼓舞人心”。但他同时表示，这一集的人物略显生硬，动作略显笨拙，配乐也不尽人意。但是皮卡尔和Data的表演让人眼前一亮。在这一集中扮演医生贝弗莉儿子的威尔·惠顿对此集给出了C-的评分，他表示在许多年后温故这一集时，对情节的设计有一些失望。